# Sikorski
Sikorski (feminine Form: Sikorska, Plural: Sikorscy) ist ein polnischer Familienname.

## Häufigkeit
Den Familiennamen Sikorski tragen in Polen ca. 26.000 Bürger. 

## Geschichte
Die älteste bekannte und dokumentierte Erwähnung des Namens stammt aus dem Jahre 1463, wo eine Ritter-Familie Sikorski des Wappens "Ślepowron" erwähnt wird.
Ritter und Adelige (Szlachta) mit dem Namen Sikorski trugen folgende Wappen:
- Ślepowron (Masowien, Podlachien)
- Kopaszyna (Großpolen)
- Cietrzew (Kaschuben, Pommern, Preußen, Kujawien)
- Lis (Kleinpolen, Karpaten)
- Lubicz

## Herkunft
Der Name bezieht sich auf den Ort Sikor nahe Szreńsk im Powiat Mławski. Der Ortsname ist abgeleitet von dem Wort sikor, das im Altpolnischen das Stauen von Wasser auf einem Kanal bezeichnet.

## Varianten
- Sikora, Sikorka, Sikorowski, Sikorska (Frankreich), Sikorsky (USA)

## Namensträger
- Alain Sikorski (1959–2025), belgischer Comiczeichner
- Andrzej Sikorski (* 1961), polnischer Radrennfahrer
- Bartosz Sikorski (* 1974), polnischer Kontrabassist
- Brian Sikorski (* 1974), US-amerikanischer Baseballspieler
- Christian von Sikorski (* 1980), deutscher Kommunikationswissenschaftler
- Daniel Sikorski (* 1987), österreichischer Fußballspieler
- Gerry Sikorski (* 1948), US-amerikanischer Politiker
- Hans Sikorski (1899–1972), deutscher Verleger, Gründer der Sikorski Musikverlage
- Hans Wilfred Sikorski (1926–2021), deutscher Musikverleger
- Hans-Wilhelm Sikorski (* 1913), deutscher Fußballspieler
- Igor Sikorski (Skirennläufer) (* 1990), polnischer Ski-Alpin-Rennläufer
- Igor Iwanowitsch Sikorski (1889–1972), russisch-amerikanischer Luftfahrtpionier
- Józef Sikorski (1813–1896), polnischer Komponist und Musikkritiker
- Kazimierz Sikorski (1895–1986), polnischer Komponist
- Krystian Sikorski (* 1961), polnischer Eishockeyspieler
- Lutz Sikorski (1950–2011), deutscher Kommunalpolitiker (Grüne)
- Peter Sikorski (* 1979), deutscher Schauspieler
- Radosław Sikorski (* 1963), polnischer Politiker und Journalist, Außenminister 2007–2014 und seit 2023
- Roman Sikorski (1920–1983), polnischer Mathematiker
- Sebastian Sikorski (* 1989), kanadischer Pokerspieler
- Sergei Sikorski (* 1925), Sohn von Igor Iwanowitsch Sikorski, Mitarbeiter in dessen Flugzeugunternehmen, Pilot und Flughistoriker
- Tomasz Sikorski (1939–1988), polnischer Komponist und Pianist
- Władysław Sikorski (1881–1943), polnischer Politiker, Militär und Ministerpräsident der Polnischen Exilregierung in London